# Prophorostoma tomjobimi
Prophorostoma tomjobimi là một loài ruồi trong họ Tachinidae.